# Slobidka, Kozova
Slobidka (în ucraineană Слобідка) este o comună în raionul Kozova, regiunea Ternopil, Ucraina, formată numai din satul de reședință.

## Demografie
Componența lingvistică a comunei Slobidka
     Ucraineană (100%)
Conform recensământului din 2001, toată populația comunei Slobidka era vorbitoare de ucraineană (100%).